# Final da Liga Conferência Europa da UEFA de 2021–22
A Final da Liga Conferência Europa da UEFA de 2021–22 foi a partida final da Liga Conferência Europa da UEFA de 2021–22, a primeira final da terceira principal competição de clubes de futebol da Europa organizada pela UEFA. Foi disputada em 25 de maio de 2022 no Arena Kombëtare, em Tirana na Albânia.
Os vencedores qualificaram-se para entrar na fase de grupos da Liga Europa da UEFA de 2022–23, a menos que já tenham se classificado para a Liga dos Campeões ou Liga Europa por meio de seu desempenho na liga (nesse caso, a lista de acesso seria reequilibrada).

## Escolha da Sede
Um processo de licitação foi lançado pela UEFA para selecionar os locais das finais da UEFA Europa Conference League em 2022. As federações interessadas em sediar uma das finais tiveram até 20 de fevereiro de 2020 para enviar dossiês de candidatura.
| País               | Estádio                 | Cidade        | Capacidade |
| ------------------ | ----------------------- | ------------- | ---------- |
| Albânia            | Arena Kombëtare         | Tirana        | 22,500     |
| França             | Stade Geoffroy-Guichard | Saint-Étienne | 41,965     |
| Grécia             | Estádio Panatenaico     | Iráklio       | 26,240     |
| Macedônia do Norte | Toše Proeski Arena      | Escópia       | 33,460     |

A Arena Kombëtare foi escolhida pelo Comité Executivo da UEFA durante a sua reunião em Ljubljana, Eslovênia, em 3 de dezembro de 2020.

## Caminho até a final
Nota: Em todos os resultados abaixo, os gols dos finalistas é dado primeiro (C: casa; F: fora).
| Pos. | Equipe        | Pts |
| ---- | ------------- | --- |
| 1    | Roma          | 13  |
| 2    | FK Bodø/Glimt | 12  |
| 3    | Zorya Luhansk | 7   |
| 4    | CSKA Sofia    | 1   |

| Pos. | Equipe        | Pts |
| ---- | ------------- | --- |
| 1    | Feyenoord     | 14  |
| 2    | Slavia Praha  | 8   |
| 3    | Union Berlin  | 7   |
| 4    | Maccabi Haifa | 4   |

## Partida

### Detalhes
A equipe "mandante" (por fins administrativos) foi determinado por um sorteio adicional após os sorteio das quartas de final.
| 25 de maio de 2022 | Roma        | 1 – 0     | Feyenoord | Arena Kombëtare, Tirana |
| 21:00 (UTC+2)      | Zaniolo 32' | Relatório |           | Público: 19 597 Árbitro: ROM István Kovács Assistentes: Vasile Marinescu e Ovidiu Artene VAR: Marco Fritz, Christian Dingert e Bastian Dankert |

| Roma | Feyenoord |

| GK            | 1  | Rui Patrício 84'              |
| CB            | 23 | Gianluca Mancini              |
| CB            | 6  | Chris Smalling                |
| CB            | 3  | Roger Ibañez                  |
| DM            | 77 | Henrikh Mkhitaryan 17'        |
| DM            | 4  | Bryan Cristante               |
| RM            | 2  | Rick Karsdorp 89'             |
| LM            | 59 | Nicola Zalewski 66' 67'       |
| AM            | 22 | Nicolò Zaniolo 67'            |
| AM            | 7  | Lorenzo Pellegrini (c) 37'    |
| CF            | 9  | Tammy Abraham 89'             |
| Substitutos:  |    |                               |
| GK            | 87 | Daniel Fuzato                 |
| DF            | 5  | Matías Viña 89'               |
| DF            | 15 | Ainsley Maitland-Niles        |
| DF            | 24 | Marash Kumbulla               |
| DF            | 37 | Leonardo Spinazzola 90+4' 67' |
| MF            | 17 | Jordan Veretout 67'           |
| MF            | 27 | Sérgio Oliveira 17'           |
| MF            | 52 | Edoardo Bove                  |
| FW            | 11 | Carles Pérez                  |
| FW            | 14 | Eldor Shomurodov 89'          |
| FW            | 64 | Felix Afena-Gyan              |
| FW            | 92 | Stephan El Shaarawy           |
| Técnico::     |    |                               |
| José Mourinho |    |                               |

| GK           | 1  | Justin Bijlow (c)            |
| RB           | 3  | Lutsharel Geertruida         |
| CB           | 18 | Gernot Trauner 25' 74'       |
| CB           | 4  | Marcos Senesi                |
| LB           | 5  | Tyrell Malacia 88'           |
| CM           | 26 | Guus Til 59'                 |
| CM           | 17 | Fredrik Aursnes              |
| CM           | 10 | Orkun Kökçü 88'              |
| RF           | 14 | Reiss Nelson 74'             |
| CF           | 33 | Cyriel Dessers               |
| LF           | 7  | Luis Sinisterra              |
| Substitutos: |    |                              |
| GK           | 16 | Valentin Cojocaru            |
| GK           | 21 | Ofir Marciano                |
| GK           | 30 | Thijs Jansen                 |
| DF           | 2  | Marcus Holmgren Pedersen 74' |
| DF           | 13 | Philippe Sandler             |
| DF           | 25 | Ramon Hendriks               |
| DF           | 32 | Denzel Hall                  |
| MF           | 6  | Jorrit Hendrix               |
| MF           | 28 | Jens Toornstra 59'           |
| FW           | 9  | Alireza Jahanbakhsh 88'      |
| FW           | 11 | Bryan Linssen 74'            |
| FW           | 23 | Patrik Wålemark 88'          |
| Técnico::    |    |                              |
| Arne Slot    |    |                              |

|  | Regulamento - 90 minutos. - 30 minutos de prorrogação caso haja empate no tempo normal. - Persistindo o empate, o vencedor será decidido nas penalidades máximas. - Doze jogadores substitutos. - Máximo de três substituições, com uma quarta sendo permitida em caso de prorrogação. |